# Hasle Klinker
|  | Denne artikel er oprettet af botten Steenthbot ud fra en ekstern database. Den kan derfor have sproglige fejl eller mangler. Denne skabelon kan fjernes efter kontrol af indholdet. |

Hasle Klinker er en dansk dokumentarfilm fra 1964 instrueret af Ole Berggreen efter eget manuskript.